# Xinshe
Xinshe (chinesisch 新社區 / 新社区, Pinyin Xīnshè Qū) ist ein Bezirk (區,  Qū) der Stadt Taichung auf Taiwan, Republik China.

## Lage
Xinshe liegt östlich der historischen Kernstadt von Taichung und westlich des Xueshan-Gebirges. Der Bezirk hat eine langgestreckte Form und die (nord-)östliche Begrenzung wird überwiegend vom Fluss Dajiaxi (大甲溪,  Dàjiǎ xī) gebildet. Das Terrain ist durch Hügel- und Bergland geprägt. Es lassen sich verschiedene Ebenen oder Terrassen abgrenzen, die jeweils durch steile Berge voneinander abgegrenzt sind. Die benachbarten Bezirke sind Dongshi im Osten, Heping im Südosten, Guoxing (im Landkreis Nantou) im Süden, Taiping im Südwesten, Beitun und Fengyuan im Westen, sowie Shigang im Norden.

## Geschichte
Die ursprünglichen Bewohner der Gegend waren indigen-taiwanische Ethnien der Ebene (Pingpu). Ab dem Jahr 1826, zur Herrschaftszeit Daoguangs, fand ein größerer Zustrom von han-chinesischen Siedlern überwiegend aus dem Gebiet der Provinz Guangdong statt. Im Gebiet entwickelte sich ein Warenaustausch zwischen Neusiedlern und indigener Bevölkerung und die Örtlichkeit erhielt den Namen 新番社,  Xīnfānshè – „Neuer Eingeborenenplatz“, was sich später zu Xinshe vereinfachte. Zur Zeit der japanischen Herrschaft (1895–1945) wurde Xinshe 1920 als „Dorf“ (圧,  Zhuāng) reorganisiert (新社圧). Aus dem Dorf wurde nach 1945, nach der Übernahme Taiwans durch die Republik China eine „Landgemeinde“ (鄉,  Xiāng) im neu gegründeten Landkreis Taichung. Als der Landkreis am 25. Dezember 2010 aufgelöst und in die Stadt Taichung eingemeindet wurde, erhielt Xinshe wie alle anderen Landkreisgemeinden den Status eines Stadtbezirks (區,  Qū).

## Bevölkerung
Mit 24.295 Einwohnern (Feb. 2020) gehört Xinshe zu den Stadtbezirken Taichungs mit eher geringerer Bevölkerung. 293 Personen (1,2 %, davon 75 Amis, 81 Atayal) gehörten zu diesem Zeitpunkt den indigenen Völkern an.
| Gliederung von Xinshe |
|                       |

## Verwaltungsgliederung
Xinshe ist in 13 Ortsteile (里, Li) unterteilt:
1 Zhongxing (中興里)

2 Yongyuan (永源里)

3 Kunshan (崑山里)

4 Zhongzheng (中正里)

5 Danan (大南里)

6 Xinshe (新社里)

7 Yuehu (月湖里)

8 Fucheng (復盛里)

9 Dongxing (東興里)

10 Xiecheng (協成里)

11 Qingxi (慶西里)

12 Zhonghe (中和里)

13 Fuxing (福興里)

## Landwirtschaft
Haupterwerbszweig ist die Landwirtschaft. Angebaut werden Japanische Wollmispeln, Weintrauben, Zitrusfrüchte, Birnen, Kakis, Pfirsiche, Pilze (Shiitake, Brauner Kräuter-Seitling) sowie verschiedene Zierblumen (Oncidium, Lilien, Cymbidium hookerianum, Kartoffel-Rosen, Phalaenopsis u. a.).

## Verkehr
In Xinshe gibt es zwei größere Straßen. Im südlichen Ortsteil Fuxing durchquert die Provinzstraße 21 den Bezirk in Nord-Süd-Richtung und im Norden Xinshes nimmt die Kreisstraße 121 zunächst einen Nord-Süd-Verlauf, bevor sie nach Westen Richtung Beitun abzweigt.

## Besonderheiten
Eine technische Sehenswürdigkeit ist die Fernwasserleitung Bai Lengzhen (白冷圳,  Bái lěng zhèn). Sie wurde zur japanischen Zeit von Dezember 1928 bis Mai 1932 erbaut und leitet über zahlreiche Tunnel und Wasserbrücken Wasser aus dem Dajiaxi nach Xinshe, wo es für die Landwirtschaft genutzt wird (zur damaligen Zeit für den Zuckerrohranbau). Ein Natur-Ausflugsziel ist der kleine Shuancui-See (雙翠湖,  Shuāng cuì hú, ) im Ortsteil Kunshan. 2013 fand in Xinshe das internationale Blumenmeer (花海,  Huāhǎi)-Festival statt, das seither jährlich im November und Dezember im Ortsteil Xiecheng abgehalten wird ().

## Forschungseinrichtungen
Im Ortsteil Xiecheng von Xinshe hat die Taiwanische Station für Saatverbesserung und -vermehrung (TSIPS, 行政院農業委員會種苗改良繁殖場, englisch Taiwan Seed Improvement and Propagation Station) ihren Standort. Die Station ging aus einer Gärtnerei hervor, die 1913 zur japanischen Zeit zur Verbesserung und Propagierung von Zuckerrohrsämlingen hier angelegt wurde.

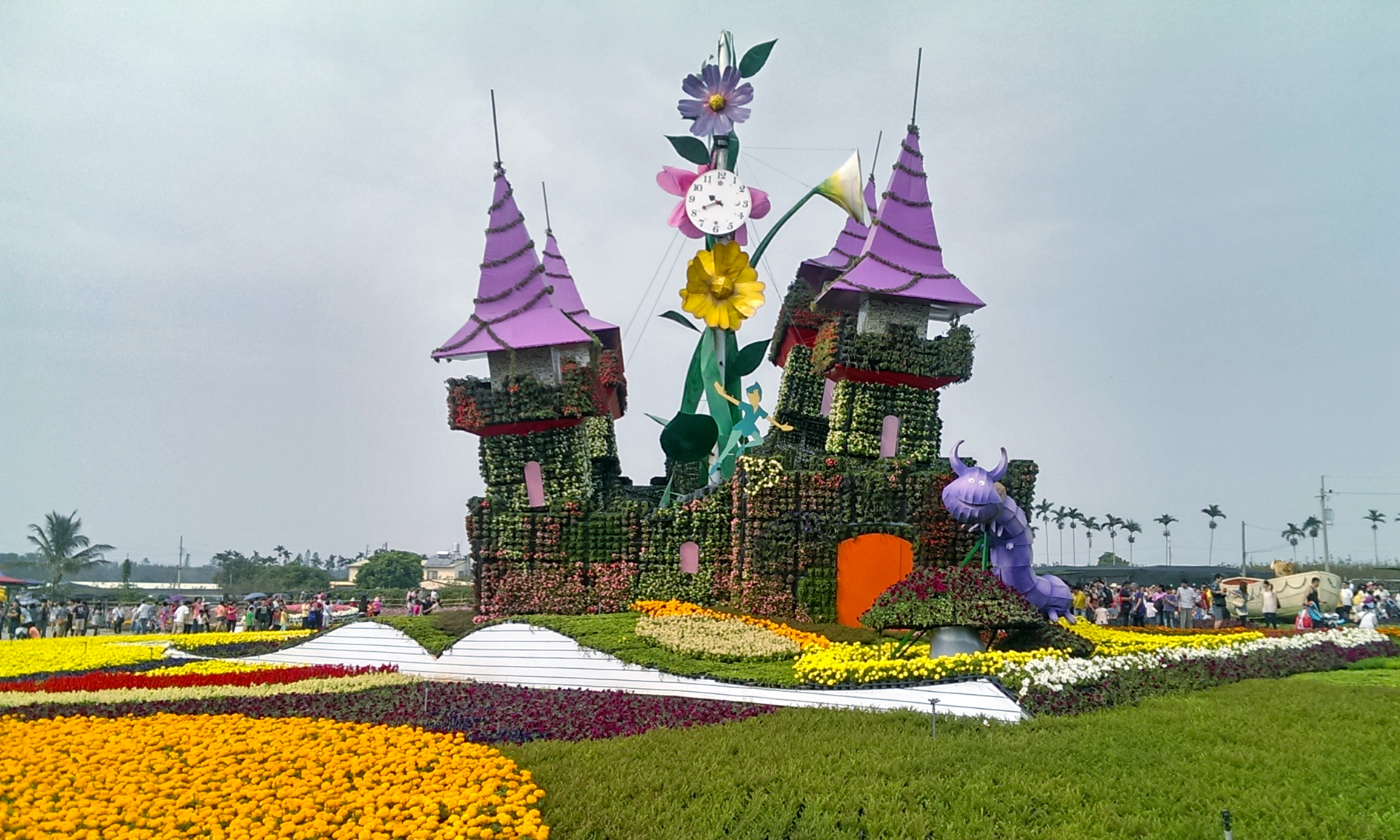
„Blumenmeer“-Festival 2013
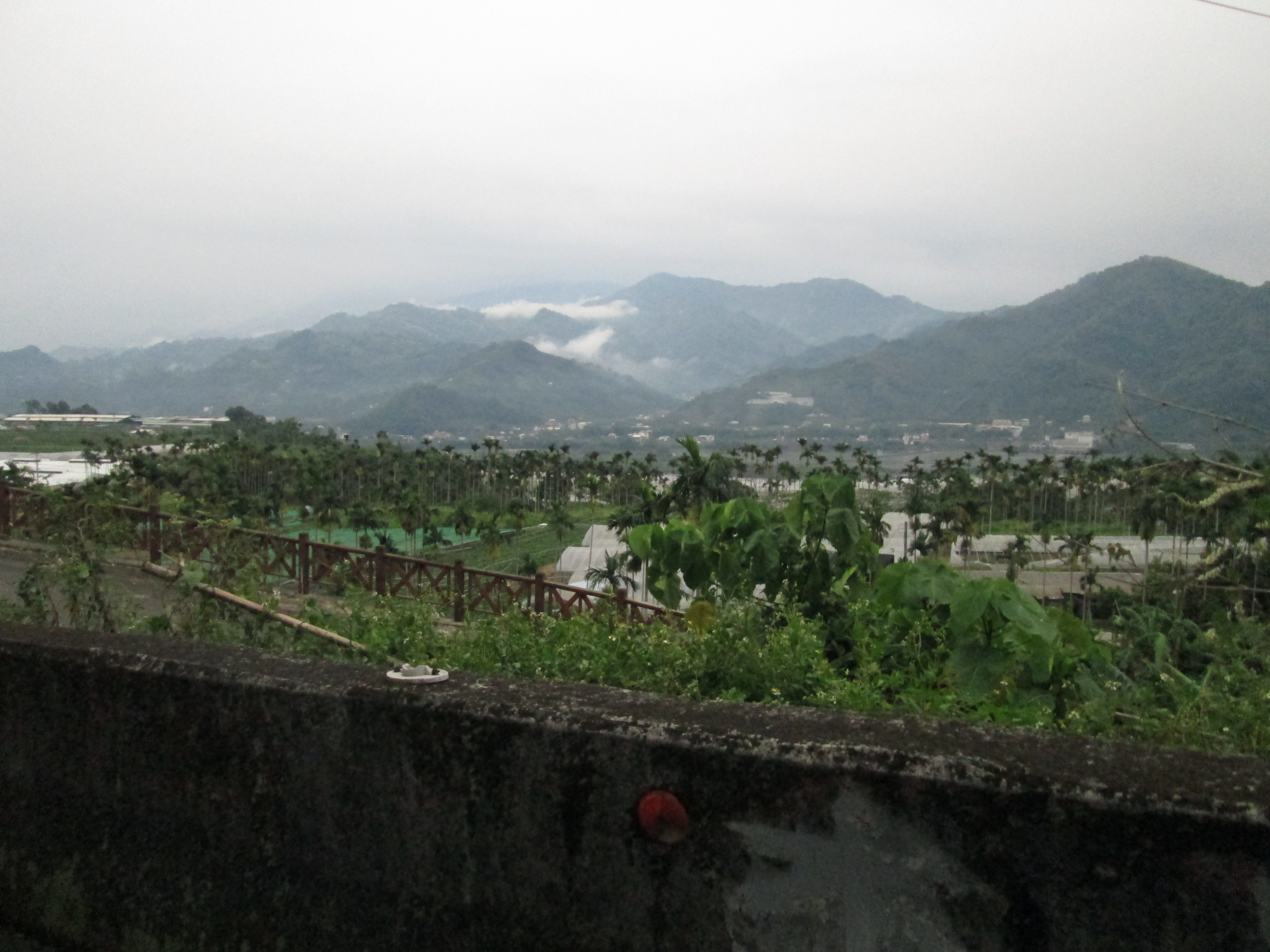
Blick auf das Bergland von Xinshe
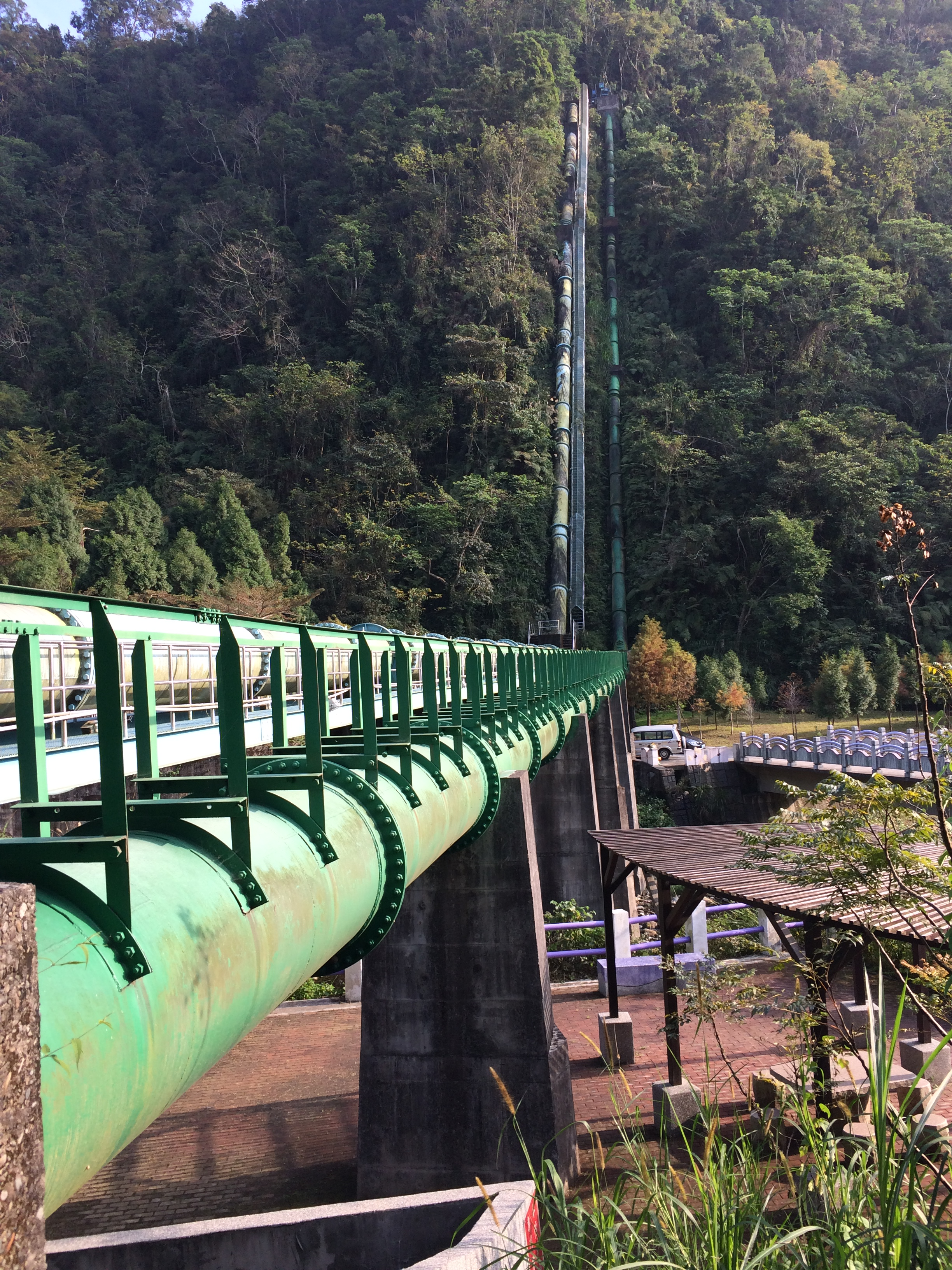
Bailengzhen-Wasserleitung